# Ryan Poehling
Ryan John Poehling (* 3. Januar 1999 in Lakeville, Minnesota) ist ein US-amerikanischer Eishockeyspieler, der seit Juni 2025 bei den Anaheim Ducks aus der National Hockey League unter Vertrag steht. Zuvor war der Center in der NHL bereits für die Canadiens de Montréal, Pittsburgh Penguins und Philadelphia Flyers aktiv.

## Karriere
Nachdem Ryan Poehling drei Spielzeiten für seine Highschool, die Lakeville North High School, gespielt hatte, wurde er im Jahre 2015 als erster Draftpick von den Lincoln Stars im Entry Draft der United States Hockey League ausgewählt, für die er allerdings nur neun Spiele erzielte, da er ein Studium an der St. Cloud State University begann. Für das Team der Universität lief er anschließend drei Jahre lang in der National Collegiate Athletic Association auf. 2017 wurde er von den Canadiens de Montréal aus der National Hockey League als 25. Draftpick im NHL Entry Draft gewählt, beendete allerdings zunächst sein Studium. Im April 2019 debütierte Poehling für die Canadiens und erzielte in seinem ersten NHL-Spiel gegen die Toronto Maple Leafs einen Hattrick.
Mit Beginn der Spielzeit 2019/20 steht Poeling vorerst überwiegend beim Farmteam der Canadiens in der American Hockey League (AHL) auf dem Eis, den Rocket de Laval. Nach drei Jahren in Montréal wurde er dann im Juli 2022 samt Jeff Petry an die Pittsburgh Penguins abgegeben, während die Canadiens im Gegenzug Mike Matheson sowie ein Viertrunden-Wahlrecht im NHL Entry Draft 2023 erhielten. Nach einem Jahr in Pittsburgh wechselte er im Juli 2023 als Free Agent zu den Philadelphia Flyers. Von dort wiederum wurde er im Juni 2025 samt einem Zweitrunden-Wahlrecht im NHL Entry Draft 2025 sowie einem Viertrunden-Wahlrecht im NHL Entry Draft 2026 zu den Anaheim Ducks transferiert, während die Flyers Trevor Zegras erhielten.

### International
Im Jahr 2017 gewann Poehling mit der U18-Mannschaft der Vereinigten Staaten die Goldmedaille bei der U18-Junioren-Weltmeisterschaft. Im folgenden Jahr errang er mit der U20-Mannschaft die Bronzemedaille bei der U20-Junioren-Weltmeisterschaft. Bei der U20-Junioren-Weltmeisterschaft 2019 verlor er mit den Vereinigten Staaten das Finale gegen Finnland und gewann die Silbermedaille. Er wurde am Turnierende zum besten Stürmer und zum wertvollsten Spieler des Turniers gekürt.

## Erfolge und Auszeichnungen
- 2019 NCHC First All-Star Team

### International
| - 2016 Silbermedaille bei der Ivan Hlinka Memorial Tournament - 2017 Goldmedaille bei der U18-Junioren-Weltmeisterschaft - 2018 Bronzemedaille bei der U20-Junioren-Weltmeisterschaft - 2019 Silbermedaille bei der U20-Junioren-Weltmeisterschaft | - 2019 Wertvollster Spieler der U20-Junioren-Weltmeisterschaft - 2019 Bester Stürmer der U20-Junioren-Weltmeisterschaft - 2019 All-Star-Team der U20-Junioren-Weltmeisterschaft |

## Karrierestatistik
Stand: Ende der Saison 2024/25

### International
Vertrat die USA bei:
- Ivan Hlinka Memorial Tournament 2016
- U18-Junioren-Weltmeisterschaft 2017
- U20-Junioren-Weltmeisterschaft 2018
- U20-Junioren-Weltmeisterschaft 2019

(Legende zur Spielerstatistik: Sp oder GP = absolvierte Spiele; T oder G = erzielte Tore; V oder A = erzielte Assists; Pkt oder Pts = erzielte Scorerpunkte; SM oder PIM = erhaltene Strafminuten; +/− = Plus/Minus-Bilanz; PP = erzielte Überzahltore; SH = erzielte Unterzahltore; GW = erzielte Siegtore; 1 Play-downs/Relegation; Kursiv: Statistik nicht vollständig)